# Diakoniewissenschaftliches Institut Heidelberg

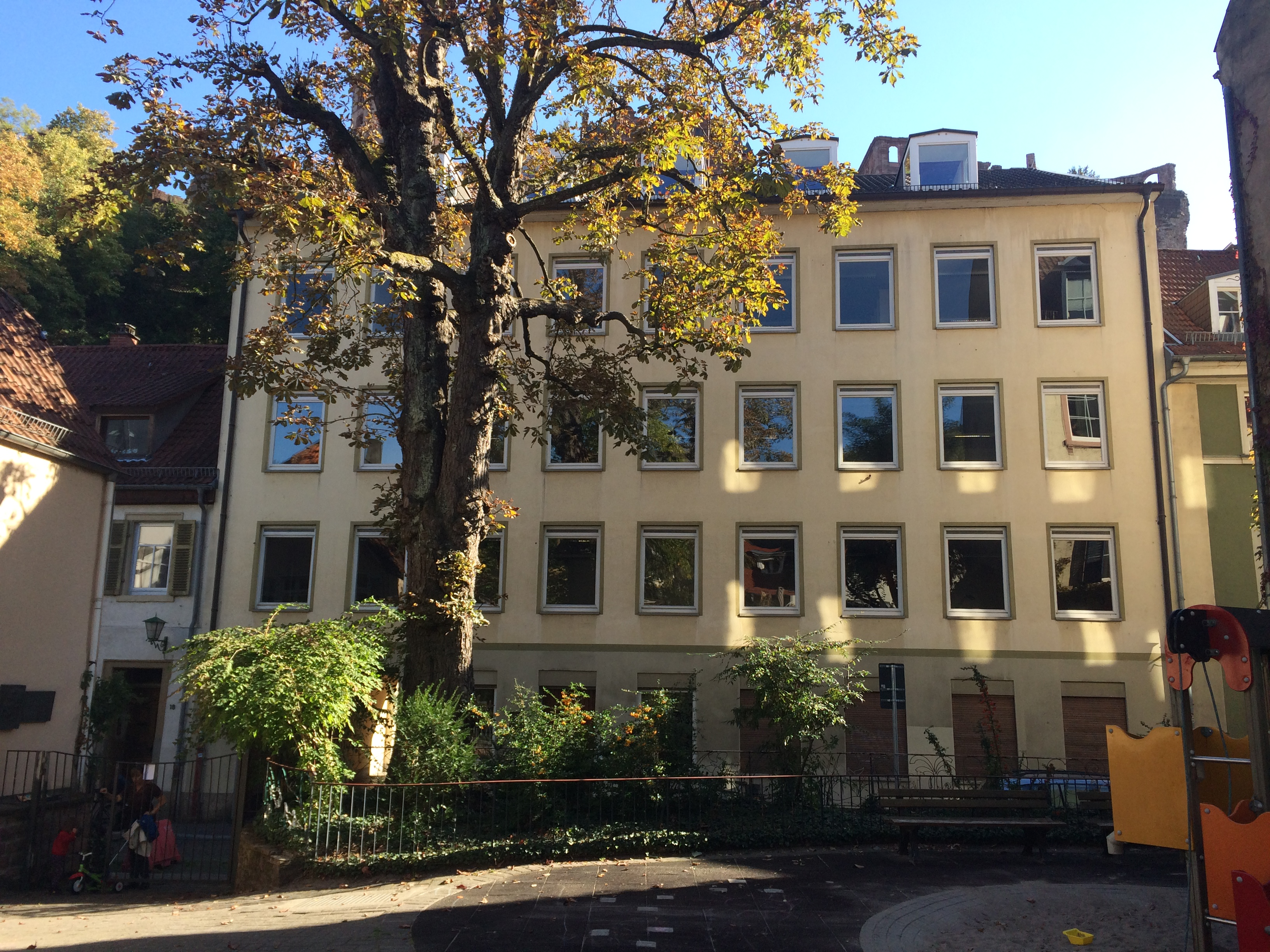
Gebäude der Theologischen Fakultät unterhalb des Heidelberger Schlosses mit Räumen des Instituts.

Das Diakoniewissenschaftliche Institut (DWI) ist ein Universitätsinstitut für Diakoniewissenschaft an der Universität Heidelberg. Das Institut wurde 1954 gegründet und gehört zur Theologischen Fakultät der Universität.

## Gründung
Das Diakoniewissenschaftliche Institut (DWI) der Universität Heidelberg wurde am 18. Februar 1954 im Beisein von Edmund Schlink, damals Rektor der Hochschule, und von Otto Dibelius, dem Ratsvorsitzenden der Evangelischen Kirche in Deutschland (EKD), gegründet. Die Konstituierung des DWI wurde von der Inneren Mission und dem Evangelischen Hilfswerk sowie der EKD finanziell unterstützt. Durch die Namensgebung des neuen Instituts wurde der Disziplinbegriff „Diakoniewissenschaft“ entscheidend geprägt.
Das Institut wurde der Theologischen Fakultät der Universität Heidelberg zugeordnet und in den Bereich der Praktischen Theologie eingegliedert. Für die Einrichtung wurden drei Ziele formuliert:
- Die sozial-karitative Arbeit der Kirche zu erforschen.
- Studierende mit diakonischen Tätigkeiten bekannt zu machen.
- Kenntnisse für die Voraussetzungen für solche Tätigkeiten zu vermitteln.

In der Nachkriegszeit war deutlich geworden, dass die Leiter diakonischer Einrichtungen häufig nicht hinreichend auf ihren Dienst vorbereitet waren. Herbert Krimm, der erste Direktor des Instituts, schrieb später im Rückblick: „Es gab damals unter den führenden Persönlichkeiten [...] der Diakonie eine ganze Reihe von gesundheitlichen Zusammenbrüchen. Dabei wurde [...] immer wieder die gleiche Klage laut: Wenn uns doch vorher jemand in unsere Arbeit eingeführt hätte, wir hätten uns jahrelange Umwege erspart!“ Es war daher notwendig, Möglichkeiten für eine bessere Vorbildung zu schaffen und einen Dialog zwischen Theorie und Praxis zu eröffnen, der die Professionalisierung der Diakonie begleiten sollte. Heute wird unter Diakoniewissenschaft die Erforschung der sozialen und gesundheitlichen Arbeit der evangelischen Kirchen verstanden, die – unter Einschluss der Theologie als Bezugsdisziplin – interdisziplinär ausgerichtet ist.

## Lehre und Weiterbildung
Das DWI stellt diakoniewissenschaftliche und theologische Kompetenzen für Kirche und Diakonie bereit, indem es die klassischen Felder universitärer Aufgaben in Forschung und Lehre wahrnimmt. So können Theologiestudierende im Rahmen ihres Studiums ein Zertifikat in Diakoniewissenschaft erwerben (entspricht etwa einem Fachsemester in Diakoniewissenschaft und ist durch – das Theologiestudium ergänzende – Lehrveranstaltungen zum wohlfahrtsstaatlichen System und zum Management sozialer Organisationen gekennzeichnet). In dem Weiterbildungsstudiengang „Management, Ethik und Innovation im Nonprofit-Bereich. Diakonische Führung und Steuerung“, der in Kooperation mit den Evangelischen Hochschulen in Darmstadt, Freiburg und Ludwigsburg durchgeführt wird, können Mitarbeitende der Diakonie oder weiterer sozialer Organisationen sich auf Führungsaufgaben vorbereiten. Zwei Möglichkeiten zur Promotion eröffnen wissenschaftliche Karrierewege: zum einen zum Doktor der Theologie an der Theologischen Fakultät, zum anderen zum Doktor der Philosophie, vergeben von der Fakultät für Verhaltens- und empirische Kulturwissenschaften in Diakoniewissenschaft, beide an der Universität Heidelberg.

## Forschung (Auswahl)

### Allgemein
Das Institut führt Forschungsprojekte zu Grundlagen und Praxisentwicklungen der Diakonie durch und bearbeitet aktuelle diakoniewissenschaftliche Themen im Schnittfeld von Kirche, Wohlfahrtspflege, Wirtschaft und Soziales. Von Anfang an wurden nicht nur nationale Fragestellungen bearbeitet, sondern enge Kontakte mit Instituten in anderen Ländern gepflegt. So wurden intensive diakoniewissenschaftliche Kooperationen über Mitteleuropa hinaus in den skandinavischen Raum aufgebaut. Seit 2006 ist das DWI an Forschungsprojekten der EU beteiligt oder koordiniert diese. In jüngerer Zeit hat sich der Horizont durch Kooperationen mit kirchlichen Wohlfahrtsorganisationen und entsprechenden universitären Forschungsstellen in Australien, China, Südafrika, Südkorea, Taiwan und den USA nochmals über Europa hinaus geweitet. Forschungsergebnisse werden in Form von Publikationen veröffentlicht und auf Kongressen vorgestellt. Ebenso ist das DWI in Beratungsfunktion und Begleitungs-Forschung von Praxisprozessen (z. B. im Auftrag von diakonischen Verbänden und Unternehmen) tätig. Eigene Tagungen und Konferenzen markieren fortwährend bearbeitete Themenkomplexe wie z. B. „Behinderung – Theologie – Kirche“, „Ökonomisierung des Sozialen“, „Ambivalenzen der Liebe“ oder „Soziale Innovationen“.

### Publikationen (Auswahl)
- In der Reihe Veröffentlichungen des Diakoniewissenschaftlichen Instituts an der Universität Heidelberg – herausgegeben von Johannes Eurich und Volker Herrmann – erscheinen Bände zu Grundsatzfragen und aktuellen Entwicklungen der Diakonie.
- Das DWI-Jahrbuch informiert im zweijährigen Rhythmus über die Arbeit am Diakoniewissenschaftlichen Institut.[4]
- Das DWI ist durch seinen Direktor Mitherausgeber des Evangelischen Soziallexikons (ab 9. Auflage) und des Diakonie-Lexikons.

Das DWI ist über seinen Direktor zurzeit als Mitherausgeber an folgenden Buchreihen beteiligt:
- Theologische Anstöße, Neukirchener Verlag Neukirchen-Vluyn, Herausgeber gemeinsam mit Michael Beintker, Christiane Tietz, Günter Thomas und Michael Welker seit 2011
- Behinderung – Theologie – Kirche, Kohlhammer Verlag Stuttgart, Herausgeber gemeinsam mit Andreas Lob-Hüdepohl seit 2011
- Heidelberger Studien zur Praktischen Theologie, Lit-Verlag Münster, Herausgeber gemeinsam mit Wolfgang Drechsel, Fritz Lienhard,  Ingrid Schoberth und Helmut Schwier seit 2011
- Ethik und Gesellschaft, Nomos Verlag Baden-Baden, Herausgeber gemeinsam mit Michelle Becka, Bernhard Emunds, Gisela Kubon-Gilke, Torsten Meireis, Matthias Möhring-Hesse seit 2016

Das DWI ist zurzeit als Mitherausgeber an folgenden Fachzeitschriften beteiligt:
- Durch Johannes Eurich im Herausgeberkreis von Diaconia: Journal for the Study of Christian Social Practice, Vandenhoeck & Ruprecht Göttingen
- Durch Thomas Renkert im Herausgeberkreis von Cursor_ Zeitschrift für explorative Theologie

## Leitung
Das Institut wird von einem Direktor geleitet. Ein Beirat mit Vertreterinnen und Vertretern aus Diakonie und Kirche begleitet die Arbeit des Instituts.

### Leiter
- Herbert Krimm: 1954–1970
- Paul Philippi: 1971–1985
- Theodor Strohm: 1986–2001
- Heinz Schmidt: 2001–2009
- Johannes Eurich: seit 2009